# Johann Adam Siegmund von Uttenhofen
Johann Adam Siegmund von Uttenhofen (* 8. Februar 1741 in Obersteinbach bei Meiningen; † 11. Juli 1809 in Kulmbach) war ein preußischer Generalmajor und zuletzt Kommandant der Plassenburg.

## Leben

### Herkunft
Seine Eltern waren der herzoglich sachsen-meiningische Kammerjunker und -rat Johann Christian von Uttenhofen (1705–1761) und dessen zweiter 1738 geheirateter Ehefrau Katharina Magdalena, geborene Muffel von Ermreuth (1709–1784).

### Militärkarriere
Uttenhofen kam am 12. Januar 1755 als Gefreitenkorporal in das Infanterieregiment „von Wied“. Während des Siebenjährigen Krieges kämpfte er in den Schlachten bei Prag, Kolin, Kunersdorf, Liegnitz, Torgau, Reichenbach sowie den Gefechten bei Holitsch und Crenow. Außerdem nahm Uttenhofen an den Belagerungen von Breslau, Olmütz und Dresden. teil. In der Zeit wurde er am 22. Oktober 1757 Fähnrich, am 12. Mai 1759 Sekondeleutnant und am 29. Mai 1762 Premierleutnant.
Nach dem Krieg stieg Uttenhofen bis 24. Dezember 1773 zum Kapitän und Kompaniechef auf. Als solcher nahm er 1778/79 am Bayerischen Erbfolgekrieg teil. Am 4. August 1785 wurde er zum Major befördert und erhielt am 6. April 1786 das Kommando des I. Bataillons. Während des preußischen Feldzugs in Holland nahm er 1787 am Gefecht bei Amstelveen teil. Am 27. Dezember 1791 wurde er Kommandeur des Grenadierbataillons des Regiments und in dieser Funktion am 27. Mai 1792 zum Oberstleutnant befördert.
Während des Ersten Koalitionskrieges kämpfte Uttenhofen bei der Kanonade von Valmy, der Schlacht bei Pirmasens, dem Sturm auf Bitsch sowie den Gefechten bei Kettrichhof, Burrweiler, Roth und Ruppertsberg. Beim Gefecht am Schätzel erhielt er einen Schuss durch die linke Schulter, einen Hieb und Bajonettstich an den Kopf und geriet dann in Gefangenschaft. In der Zeit wurde er am 30. Juli 1793 Kommandeur des Infanterieregiments „von Lattorff“ und am 25. Januar 1794 Oberst.
Am 1. Juni 1799 erhielt er den Orden Pour le Mérite bei einer Parade in Petershagen bei Minden. Aufgrund seiner Verletzungen folgte am 8. Juli 1799 seine Ernennung als Kommandant in Würzburg mit einer Pension von 600 Talern. Am 1. Juli 1800 erfolgte die Ernennung zum Generalmajor. Am 1. November 1802 wurde er als Kommandant zur Plassenburg bei Kulmbach versetzt, dazu erhielt er eine Pension von 1000 Talern sowie freies Logis. Uttenhofen bemühte sich vergeblich, die Festung in einen kampffähigen Zustand zu versetzen. Auch ein persönliches Gespräch mit dem preußischen König Friedrich Wilhelm III. half nichts. Allerdings bekam er nun eine formelle Ablehnung seines Anliegens. Im Vorfeld des Vierten Koalitionskrieges am 8. Oktober 1805 erhielt er eine Zuweisung von Waffen und Munition und einen Ingenieuroffizier, aber keine weiteren Soldaten, auch kam der Ingenieuroffizier erst wenige Wochen vor Ausbruch des Krieges. Er hatte nur 629 Mann Besatzung (größtenteils Invalide), als die Bayern am 10. Oktober 1806 mit 10.000 Mann anrücken. Uttenhofen verweigerte zunächst die Kapitulation, da er nichts von einer Kriegserklärung wusste. Am 25. November 1806 übergab er die Festung an den bayerischen Oberst Graf von Beckers.
Im folgenden Kriegsgerichtsverfahren wurde der General trotz der widrigen Umstände verurteilt. Die Kommission nannte die Kapitulation „nicht voll gerechtfertigt, so doch in mancher Hinsicht entschuldbar“. Der General wurde nicht wieder angestellt und seine Pension wurde gestrichen.

### Familie
Uttenhofen heiratete am 1. Juli 1777 in Minden Eleonore Marianne von Posern (* 29. April 1755; † 15. März 1786). Das Paar hatte folgende Kinder:
- Karl Friedrich Ludwig Georg (1778–1834), preußischer General

⚭ Johanne Henriette Katharina von Kleist (* 14. April 1774;† 18. Februar 1826)
⚭ Wilhelmine Ernestine Barbara Antonie von Alberti (1815–1847)
- Auguste Ernestine (* 1. Oktober 1779) ⚭ N.N. von Hülsen
- Marianne Caroline Christine (* 5. September 1780)
- Anton Ludwig Karl (* 3. Februar 1782), Hauptmann
- Emilie Philippine Friederike Ferdinande Wilhelmine (* 10. Januar 1783), Hofdame der Herzogin von Coburg-Saalfeld, Stiftsdame in Schildesche[5]
- Johanna Ernestine Charlotte Wilhelmine (* 11. Januar 1784) ⚭ N.N. von Meckel, Generalleutnant
- Gustav Johann Karl (* 9. Januar 1785), Hauptmann
- Johann Ludwig Rudolf (* 9. Januar 1786)

Nach dem Tod seiner ersten Frau heiratete er am 10. Oktober 1789 in Hof Charlotte Dorothea von Schauroth (* 6. Juli 1743).